# Куэнка, Исаак
Жоа́н Исаа́к Куэ́нка Ло́пес (исп. Joan Isaac Cuenca López; 27 апреля 1991, Реус) — испанский футболист, полузащитник.

## Биография
Исаак начал заниматься футболом в 2001 году в школе «Эспаньола», когда ему было 10 лет. В 2003 году присоединился к академии «Барселоны». В 2006 году вернулся в команду своего родного города «Реус Депортиу». В 2008 году отправился в команду «Дамм». В 2009 году вернулся в «Барселону».
В 2010 году Куэнса был заявлен за «Барселону Атлетик», после чего сразу был отдан в годовую аренду каталонскому клубу, выступавшему в Сегунде Б — «Сабадель». За «Сабадель» сыграл 32 матча и забил 4 гола.
Дебютировал за «Барселону Атлетик» 4 сентября 2011 года, в матче против «Картахены», в котором отметился забитым мячом.
19 октября Исаак впервые появился в основном составе «Барселоны». В тот день «сине-гранатовые» на Камп Ноу принимали чешскую «Викторию Пльзень». Куэнка на 88 минуте встречи заменил Давида Вилью. 25 октября Куэнка дебютировал в Испанской Примере. Он провел на поле все 90 минут матча с «Гранадой». 29 октября футболист открыл счет своим мячам в высшей испанской лиге. В матче против «Мальорки» он забил четвёртый мяч своей команды на 50 минуте игры. 3 декабря забил второй гол за «Барсу». Это произошло в матче с «Леванте». 23 декабря Куэнка открыл счет своим голам за «Барселону» в Кубке Испании. Это произошло в ответном матче 1/16 финала против команды «Оспиталет». Куэнка в этой игре забил 2 мяча, а его команда одержала победу со счетом 9:0. 31 января Исаак заключил контракт с «Барсой», рассчитанный до июня 2015 года, а также он был включен в заявку первой команды под постоянным номером «23» (до этого он носил временный номер «39»).
В последний день зимнего трансферного окна 2013 года Исаак был арендован амстердамским «Аяксом». По его словам, он выбрал «Аякс» из-за его игровой философии, в которой много комбинационной игры и пасов. Дебют за новый клуб состоялся 10 февраля в матче двадцать второго тура чемпионата Нидерландов 2012/13 против «Роды». В том матче Куэнка вышел на поле на привычную для себя позицию — правый фланг атаки.
Проведя два матча, Исаак выбыл из строя практически на месяц. Виной тому послужила травма колена, полученная им ещё во время выступления за «Барсу». В конце марта испанец возобновил тренировки, а 27 апреля провёл первую игру после перерыва. В интервью изданию «De Telegraaf» Куэнка заявил, что хотел бы остаться в «Аяксе» ещё на один год.
В сезоне 2014/15 выступал за «Депортиво Ла-Корунья». 7 августа 2015 года перешёл в «Бурсаспор».

## Достижения
«Барселона»
- Чемпион Испании: 2012/13
- Победитель Клубного чемпионата мира: 2011
- Обладатель Кубка Испании: 2011/12

«Аякс»
- Чемпион Нидерландов: 2012/13

«Хапоэль»
- Чемпион Израиля: 2017/18